# TSV Schwarz-Weiß Erfurt
TSV Schwarz-Weiß Erfurt was een Duitse voetbalclub uit de stad Erfurt, Thüringen.

## Geschiedenis

### SV Erfurt 05
De club werd in 1905 opgericht als TV 1905 Ilversgehofen. Op dat moment was Ilversgehofen nog een zelfstandige gemeente. De club nam in 1909/10 aan het eerste kampioenschap van Noord-Thüringen. Na dit seizoen trok de club zich terug uit de competitie. Vanaf 1920 speelde de club in de tweede klasse van de Kreisliga Thüringen en werd daar groepswinnaar en promoveerde zo. De club werd laatste in zijn groep, maar bleef van degradatie gespaard doordat de competitie uitgebreid werd. Ook in 1923 werd de club laatste. Na dit seizoen werd de Kreisliga ontbonden en werd de Noord-Thüringse competitie heringevoerd als hoogste klasse. 
De club eindigde nu op een vijfde plaats op tien clubs. Na dit seizoen moesten de voetbalafdelingen zelfstandig worden van de turnvereniging waardoor de naam gewijzigd werd in SV Erfurt 1905. Na een zesde plaats in 1926 werd de club gedeeld laatste in 1926. Na dit seizoen fuseerde de club met FC Borussia Erfurt en nam zo de naam TSV Schwarz-Weiß Erfurt aan.

### TSV Schwarz-Weiß Erfurt
De fusieclub eindigde twee jaar op rij vijfde en dan twee keer zevende. In 1931 werden ze laatste en degradeerden. Over het verdere bestaan van de club is niets meer bekend. Na de competitiehervorming van 1933 speelde de club sowieso in de Kreisklasse Nordthüringen (derde klasse) of zelfs nog een klasse lager. Ze slaagden er niet meer in te promoveren naar de Bezirksklasse Thüringen. 
Na de Tweede Wereldoorlog werden alle Duitse voetbalclubs ontbonden. De clubs in Oost-Duitsland werden niet meer onder de oude naam heropgericht. In 1990 werd na de Duitse hereniging wel een damesvolleybalteam opgericht met de naam Schwarz-Weiß Erfurt. 